# Silene italica
La silene italiana (Silene italica (L.) Pers.) è una pianta appartenente alla famiglia Caryophyllaceae.

## Etimologia
Il nome Silene (dal greco silenos) deriva dalla forma del calice rigonfio di alcune specie, che fu paragonato al ventre dei sileni, demoni dei boschi e della natura selvaggia, con orecchie, coda e zampe cavalline.

## Descrizione
Questa è una pianta perenne bianco-tormentosa, alta dai 30 ai 60 cm; il fusto è eretto, ramoso, gracile, pubescente-vischioso. Le foglie basali sono spatolate, le cauline minori, lineari; mentre l'infiorescenza è ampia e rada.
Il calice è strettamente clavato, con denti ottusi; la corolla è piana, larga dai 20 ai 25 mm; i petali sono bianco lattei, profondamente bifidi, inferiormente venati di rosso, con lembi spatolati e ristretti alla base. Fiorisce da maggio a luglio.

## Distribuzione e habitat
Pianta comune nei boschi e nelle radure fino a 1400 m.

## Tassonomia
Sono note le seguenti sottospecie:
- Silene italica subsp. italica - sottospecie nominale
- Silene italica subsp. peloponnesiaca Greuter
- Silene italica subsp. sicula (Ucria) Jeanm.